# Rubus ehrnsbergeri
Rubus ehrnsbergeri är en rosväxtart som beskrevs av Heinrich E. Weber. Rubus ehrnsbergeri ingår i släktet rubusar, och familjen rosväxter. Inga underarter finns listade i Catalogue of Life.